# The Red Hot Chili Peppers (албум)
The Red Hot Chili Peppers е дебютният албум на американската фънк рок група Ред Хот Чили Пепърс, издаден на 10 август 1984 година.

## Предистория
В началото на 1984 година Ред Хот Чили Пепърс подписват договор с музикалния издател EMI. Но поради ангажименти с What is This? и контракт с друга издателска компания, MCA, Хилел Словак и Джак Айрънс прекратяват участието си в Ред Хот Чили Пепърс. На мястото на Айрънс е нает барабанистът на Weirdos Клиф Мартинез, а за китарист, групата привлича студийният музикант Джак Шърмън. За продуцент на албума Флий и Антъни Кийдис се спират на китариста на Gang of Four, Енди Гил, бидейки фенове на дебютния албум на групата, Entertainment.

## Запис
Записите на албума се осъществяват в El Dorado Studios, Лос Анджелис през април 1984. Планирано е част от песните от демо касетата на групата, записани през 1983 с участието на Хилел Словак и Джак Айрънс, да бъдат включени в албума. Желанието на Енди Гил да придаде по-приемлив за радио станциите звук разочарова Флий и Кийдис. Те недоволстват срещу звученето, което Гил налага на Шърмън, променяйки пънк стила на Хилел на поп звучене. Липсата на дисциплина се отразява на записите, Антъни Кийдис който редовно употребява кокаин, започва да се пристрастява и към хероина, отсъствайки с дни от студиото. Докато Енди Гил се възстановява в болница след операция, Антъни Кийдис и Флий безуспешно се опитват да накарат звуковия инженер Дейв Джердън да възстанови оригиналното звучене на песните записани с Хилел Словак.

## Приемане
Издаден на 10 август 1984 албумът се смята от тогавашната критиката за неуспешен. . Мнението на съвременните критици не е по-различно, като Стефън Томъс Ърлуайн от Allmusic Guide оценява албума с 2 звезди и половина, отчитайки „липсата на сплотеност на албума“.
Албумът не успява да влезе в Billboard. До 2007 в световен мащаб са продадени 300 000 копия.
Синглите издадени от албума са True Men Don't Kill Coyotes и Get Up and Jump.

## Състав
- Антъни Кийдис – вокали
- Джак Шърмън – китара
- Флий – бас китара
- Клиф Мартинез – барабани
- Енди Гил – продуцент
- Дейв Джердън – звуков инженер
- Каролин Колинс – звуков инженер
- Роб Стивънс– миксиране